# متیو آرمسترانگ (بازیکن فوتبال انگلیسی)
متیو آرمسترانگ (انگلیسی: Matthew Armstrong; ۲۶ ژانویهٔ ۱۹۱۹ – ۱۲ ژوئیهٔ ۱۹۴۱) بازیکن فوتبال اهل بریتانیا بود.
از باشگاه‌هایی که در آن بازی کرده‌است می‌توان به باشگاه فوتبال استون ویلا و باشگاه فوتبال دارلینگتون اشاره کرد.

## مرگ
آرمسترانگ در طول جنگ جهانی دوم در حالی که به عنوان سرباز در آمبولانس صحرایی ۱۴۹، سپاه پزشکی ارتش سلطنتی خدمت می کرد، کشته شد. او ۲۲ ساله بود و در یادبود بروکوود به یادگار مانده است.